# 류제윤
류제윤(1984년 7월 18일 ~ )은 대한민국의 배우이다.

## 학력
- 한국예술종합학교 연극원 연기과 학사

## 작품 활동

### 뮤지컬
- 2008년 뮤지컬 《빨래》 ... 낫심 역
- 2011년 뮤지컬 《스페셜레터》 ... 병장 김상호 역
- 2012년 뮤지컬 《인당수 사랑가》 ... 앙상블 역
- 2015년 뮤지컬 《여신님이 보고 계셔》 ... 변주화 역
- 2015년 뮤지컬 《무한동력》 ... 진기한 역
- 2015년 뮤지컬 《그 여름, 동물원》 ... 유준열 역
- 2016년 뮤지컬 《그 여름, 동물원》 ... 유준열 역
- 2017년 뮤지컬 《판》 ... 달수 역
- 2017년 뮤지컬 《4065 에어포트 베이비》 ... 조쉬 코헨 역
- 2017년 뮤지컬 《그 여름, 동물원》 ... 유준열 역
- 2018년 뮤지컬 《판》 ... 달수 역
- 2018년 뮤지컬 《Trace U》 ... 이우빈 역
- 2019년 뮤지컬 《반 고흐와 해바라기 소년》 ... 빈센트 반 고흐 역
- 2019년 뮤지컬 《구내과병원》 ... 구지웅 역
- 2019년 뮤지컬 《원 모어》 ... 유탄 역
- 2020년 뮤지컬 《더 모먼트》 ... 남자 역
- 2021년 뮤지컬 《판》 ... 달수 역
- 2022년 뮤지컬 《난쟁이들》 ... 빅 역
- 2021년 뮤지컬 《포미니츠》 ... 뮈체 역
- 2021년 뮤지컬 《디어 마이 라이카》 ... K 박사 역
- 2023년 뮤지컬 《미드나잇 : 앤틀러스》 ... 맨 역

### 연극
- 2012년 연극 《뻘》 ... 여운창 역
- 2018년 연극 《나미야 잡화점의 기적》 ... 카츠로 외
- 2018년 연극 《톡톡》 ... 밥 역
- 2019년 연극 《찬란하지 않아도 괜찮아》 ... 도래 역
- 2019년 연극 《톡톡》 ... 밥 역
- 2020년 연극 《바다 한가운데서》 ... A 역

### 드라마
- 2024년 tvN 주말 미니시리즈 《눈물의 여왕》 ... 사촌동생 역 (ep.1)

### 영화
- 2018년 영화 《곤지암》 ... 제윤 역
- 2019년 영화 《히치하이크》 ... 강화 형사 1 역
- 2019년 영화 《극한직업》 ... 카메라 맨 역
- 2022년 영화 《핀란드식 김장법》 ... 보민 역
- 2023년 영화 《뉴 노멀》 ... 정호 역

### 웹무비 (유튜브)
| 연도 | 제목                 | 역할 |
| ---- | -------------------- | ---- |
| 2020 | 《다음 스텝의 계절》 | 제윤 |
| 2021 | 《여인의 향기》      | 경훈 |

### 음반 (빅토)
| 발매일      | 타이틀                | 비고                               |
| ----------- | --------------------- | ---------------------------------- |
| 2017.09.04. | 《너에게 키스》       |                                    |
| 2020.03.03. | 《눈물이구나》        | '등'과 동시 발매                   |
| 2020.03.03. | 《등》                | '눈물이구나'와 동시 발매           |
| 2021.01.26. | 《레쓴 둘》           | 웹 무비 '다음 스텝의 계절' 삽입 곡 |
| 2021.10.21. | 《가을, 하늘이 맑다》 |                                    |
| 2021.12.16. | 《북극광》            |                                    |
| 2022.01.22. | 《Airport Song》      | 만쥬한봉지 X 빅토 BigToe           |